# Bismarck Civic Center
Bismarck Civic Center – wielofunkcyjna hala w USA w mieście Bismarck, w stanie Dakota Północna.

## Drużyny
- Dakota Wizards  (NBA D-League) (1995–)
- Bismarck Roughriders (NIFL) (2000)
- Bismarck Blaze (IFL) (2000)

## Pojemność
- Pojemność hali wynosi 10 100 miejsc